# Ramhusen
Ramhusen ist eine Gemeinde im Kreis Dithmarschen in Schleswig-Holstein.

## Geografie

### Lage
Ramhusen liegt in der Marsch. Die Gemeinde grenzt im Osten an die Gemeinde Eddelak, im Süden an das Stadtgebiet Brunsbüttel und an Neufeld, im Westen an Schmedeswurth und Diekhusen-Fahrstedt sowie im Norden an Volsemenhusen und Dingen.

### Ortsteile
Neben Ramhusen gehören zur ländlich geprägten Gemeinde noch die Ortsteile Diekshörn, Schüttung, Triangel, Wischweg und Wöppenstieg.

## Geschichte
Das Gemeindegebiet wurde im Laufe der Zeit verschiedentlich geändert. Das eigentliche Dorf Ramhusen ist eine um 1200 entstandene Reihensiedlung.
Am 1. April 1934 wurde die Kirchspielslandgemeinde Marne aufgelöst. Alle ihre Dorfschaften, Dorfgemeinden und Bauerschaften wurden zu selbständigen Gemeinden/Landgemeinden, so auch Ramhusen.

## Politik

### Gemeindevertretung
Bei der Kommunalwahl am 14. Mai 2023 wurden insgesamt sieben Sitze vergeben. Diese fielen erneut alle an die Kommunale-Wähler-Vereinigung Ramhusen. Die Wahlbeteiligung betrug 60,5 %.

## Bildung
Ramhusen gehört zum Schuleinzugsgebiet Marne. Die noch nicht schulpflichtigen Kinder können die „Landkinderstube“ oder einen der beiden Kindergärten in Marne besuchen.